# Becièras
Becièras (francès Bessières) és un municipi occità del Llenguadoc, situat al departament de l'Alta Garona, a la regió Occitània.

## Edificis

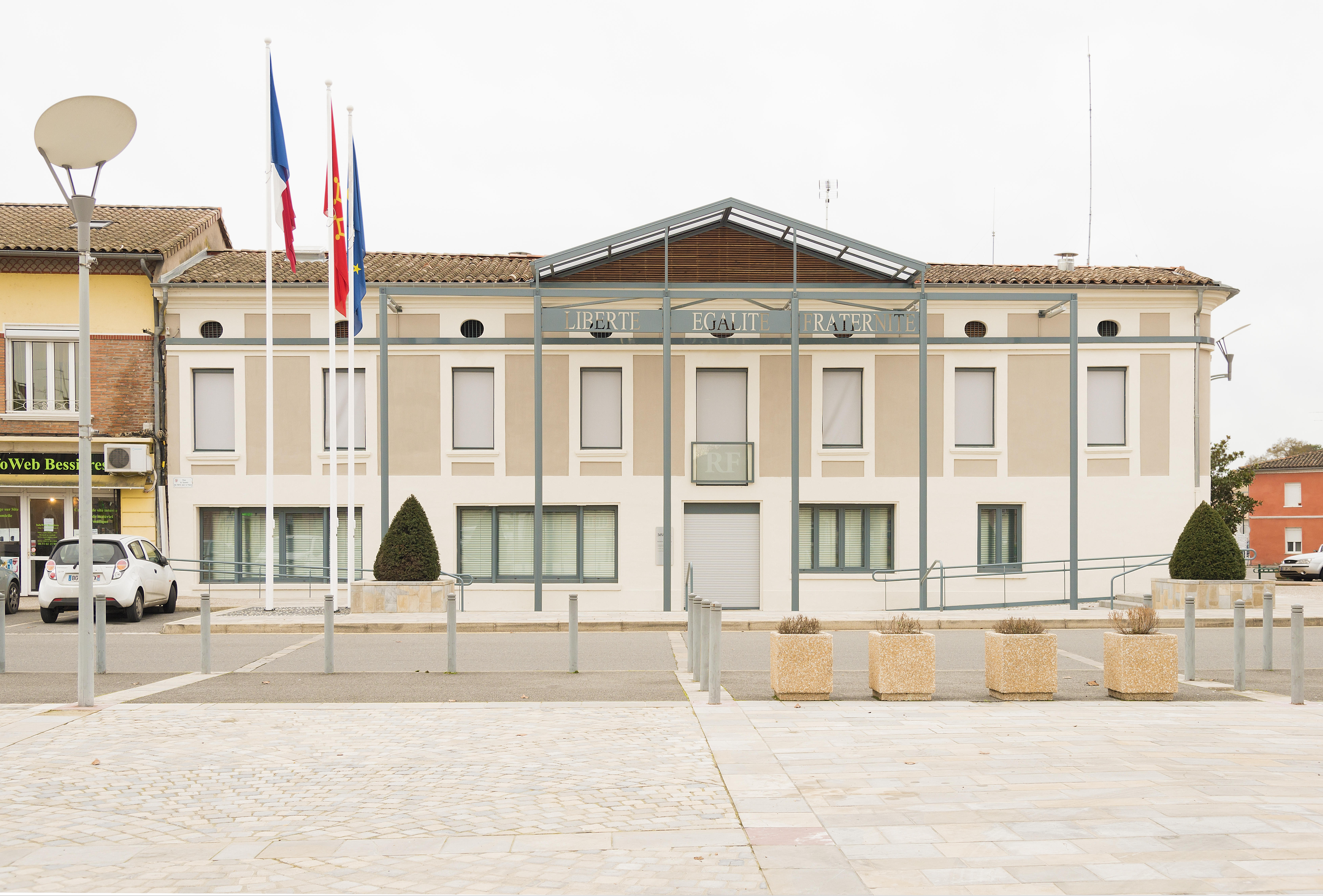
Ajuntament.
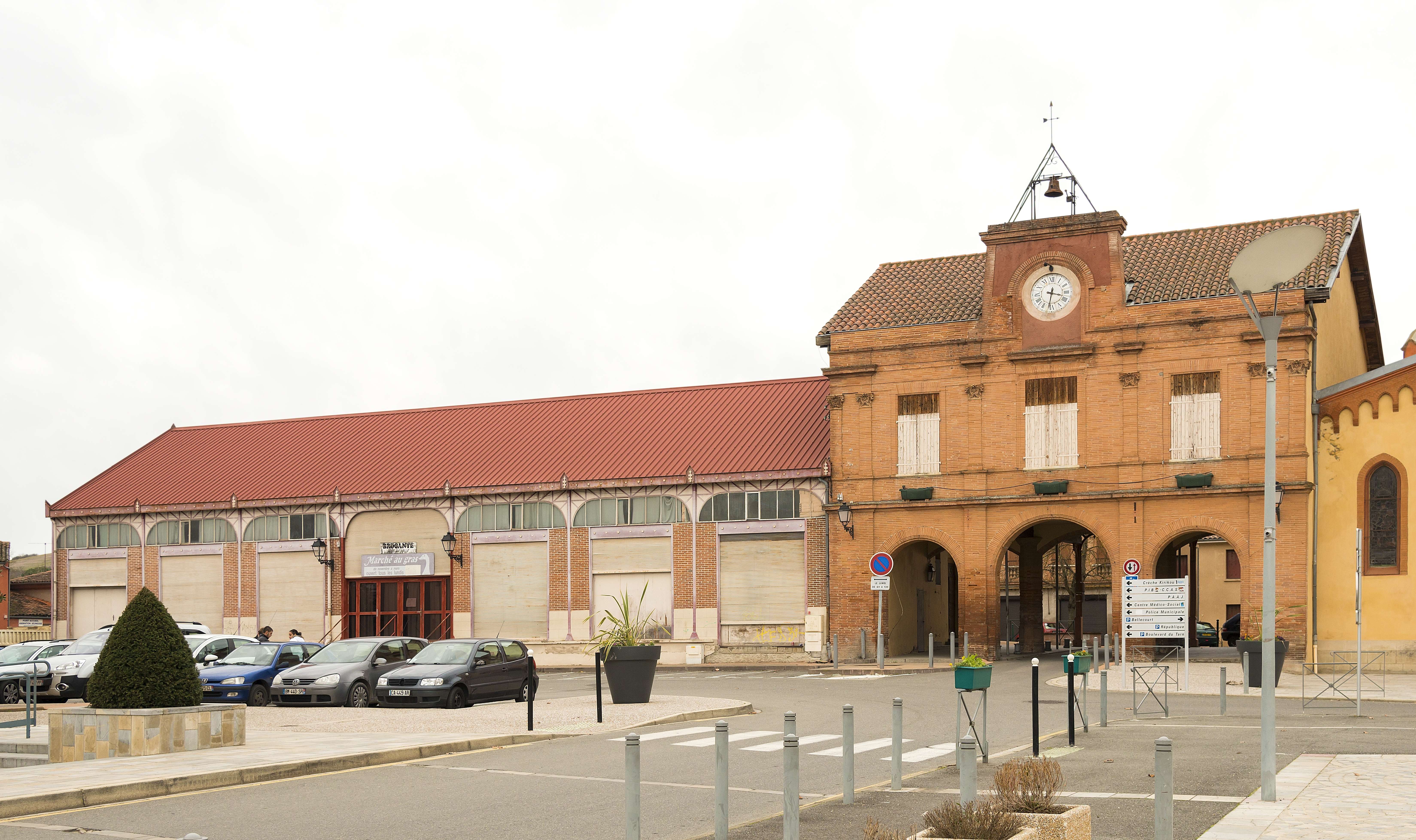
Mercat.
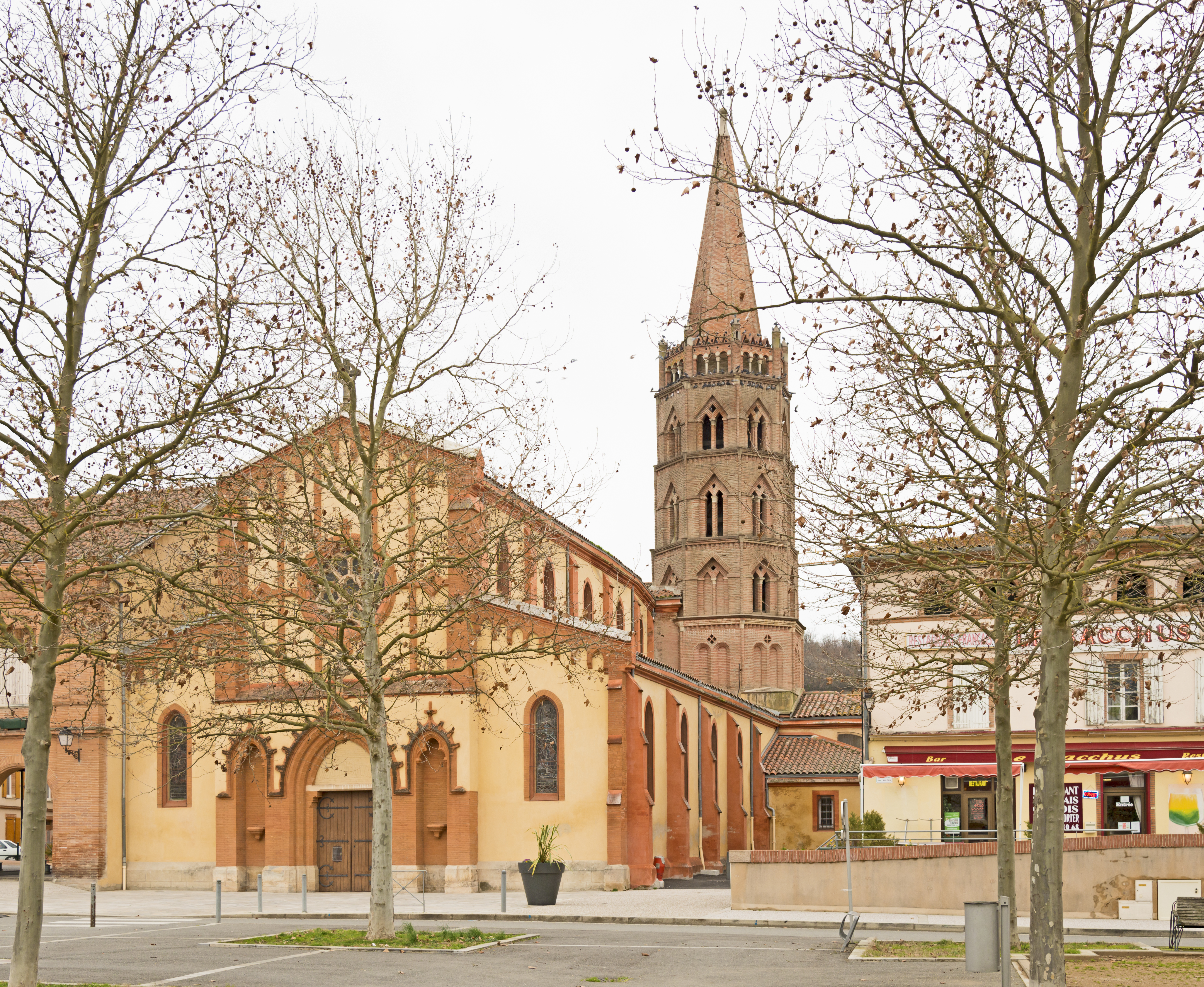
Església.
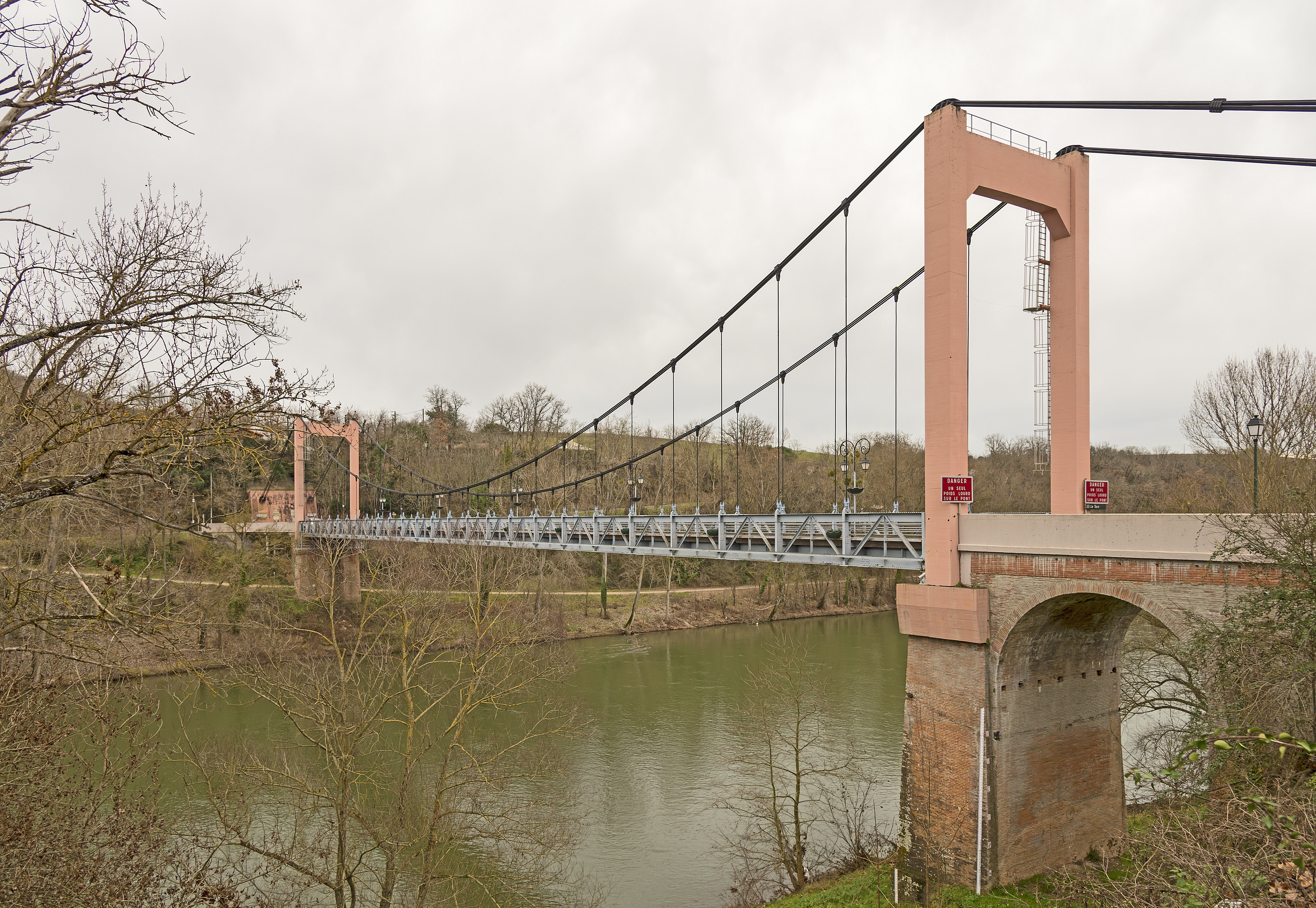
Pont.